# Republik Pontos

Flaggenentwurf für die Republik Pontos: Griechische Flagge mit dem aufgelegten Adler von Sinope, dem Symbol der Pontosgriechen.

Die Republik Pontos oder Pontische Republik war zwischen 1917 und 1920 der Versuch der Gründung eines griechischen Staates in der Pontus-Region im Nordosten der heutigen Türkei. Die Regierung dieses von am östlichen Schwarzmeergebiet lebenden Pontosgriechen ausgerufenen Staates blieb nur eine provisorische Interimsregierung. Der Staat an sich existierte de facto nicht.
Hauptstadt der „Republik“ sollte Trabzon, griechisch Τραπεζούντα (Trapezounta), werden. Hoheitszeichen war der Pontische Adler, ein Symbol, das sich bereits auf antiken Münzen des Königreichs Pontos aus Sinope findet und später von der Dynastie Komnenos als Herrscher des Kaiserreichs Trapezunt verwendet wurde.

## Geschichte

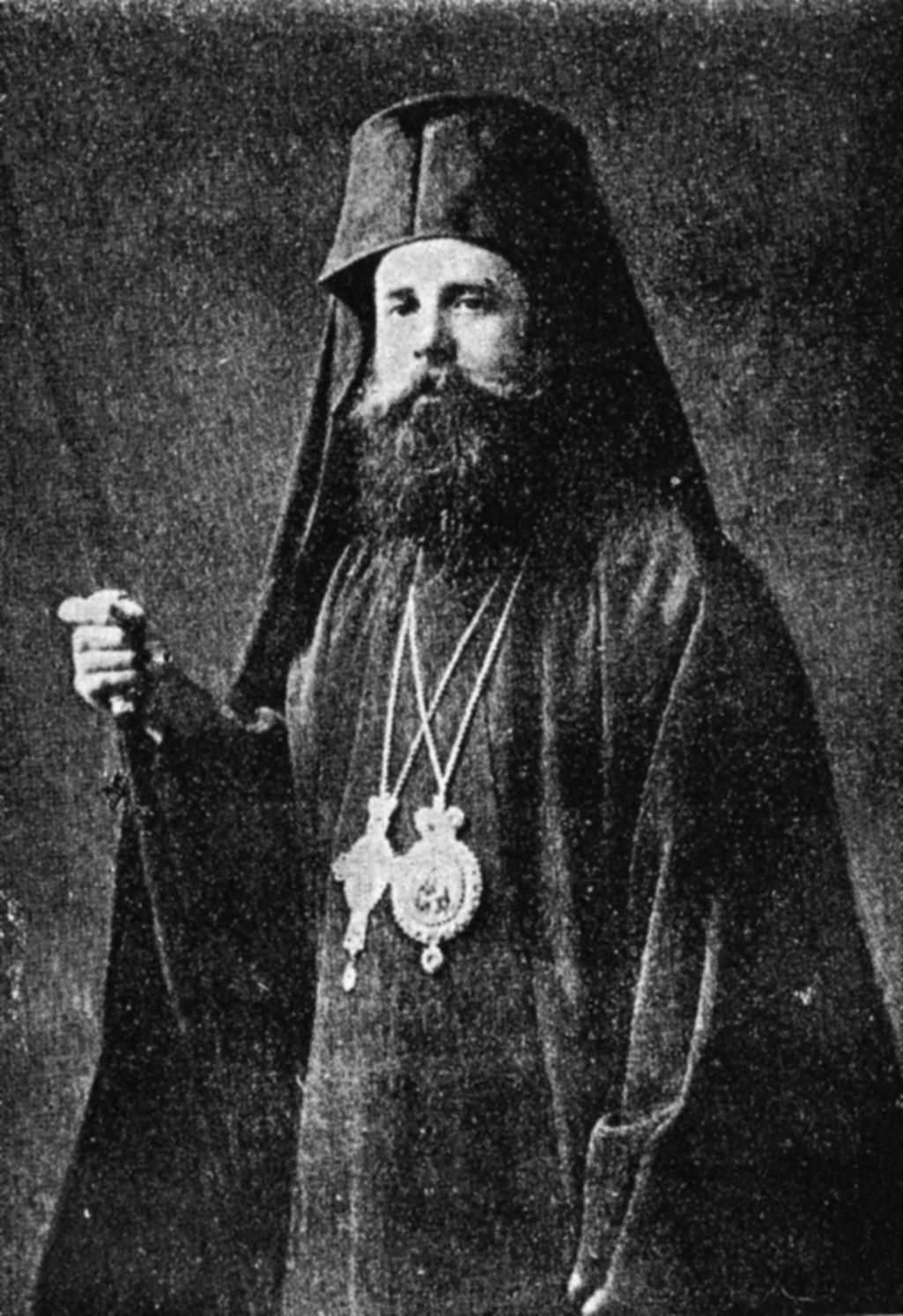
Charilaos Filippidis, der griechisch-orthodoxe Metropolit von Trabzon, wurde für den Sezessionsversuch 1920 von den Türken verurteilt, entkam aber nach Athen.

Während des Ersten Weltkrieges rebellierten Pontos-Griechen unter der Führung des Metropoliten Chrisanthos (bürgerlich Charilaos Filippidis, später Erzbischof von Athen) in Trabzon gegen das Osmanische Reich.

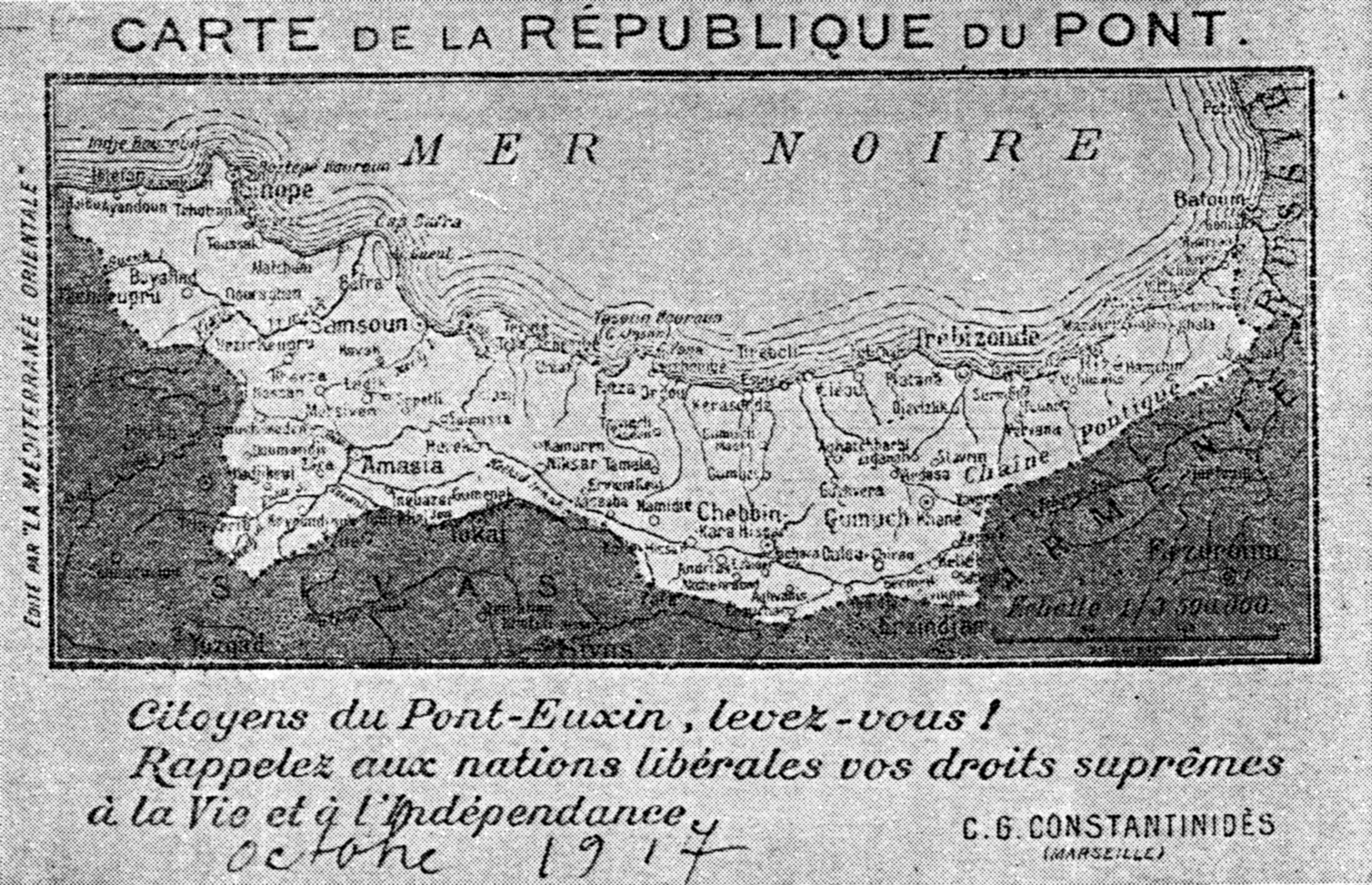
Alliierter Aufruf von 1917 an die Pontosgriechen, sich gegen die Türken zu erheben. Darauf eine Karte des Gebietes, welches die geplante Republik Pontos darstellen sollte.

Zunächst hatten 1916 die Russen Trabzon erobert, was gemäß britisch-französisch-russischer Absprachen innerhalb der Triple Entente zur Angliederung an Russland oder einen halbautonomen Vasallenstaat Russisch-Armenien vorgesehen war. Mit dem Zusammenbruch der russischen Front infolge der Revolutionen des Jahres 1917 und dem Kriegseintritt Griechenlands auf Seiten der Entente im selben Jahr begannen auch Planungen für die Schaffung eines zunächst autonomen Nachkriegsstaates in der von Pontosgriechen bevölkerten griechischen Pontusregion und der Ponto-Armenischen Region, die jedoch von russischer und armenischer Seite nicht gefördert wurden.
Anfang 1918 gelang den Osmanen zunächst die Rückeroberung des Gebietes. Nach der osmanischen Kapitulation besetzten 1919 armenische Nationalisten das Gebiet, das sie als Teil Großarmeniens betrachteten. In Samsun landeten britische Truppen, griechische Truppen hielten kurzzeitig nur Zonguldak jenseits der Westgrenze der Pontosregion besetzt. Als Mustafa Kemal Atatürk im Mai 1919 in Samsun landete, riefen Griechen in Trabzon die „Pontische Republik“ aus. Trabzon und die gesamte übrige Pontosregion wurde 1920 im Vertrag von Sèvres jedoch der Armenischen Republik zugesprochen. Die Briten zogen bald wieder ab, und die Armenier wurden Ende 1920 von kemalistischen Türken geschlagen, fortan blieb das Gebiet unter türkischer Kontrolle.
Nachdem auch die in die Westtürkei eingedrungenen griechischen Truppen während des Griechisch-Türkischen Krieges 1921 und 1922 geschlagen worden waren und im Rahmen des 1923 folgenden Friedensvertrags von Lausanne ein griechisch-türkischer Bevölkerungsaustausch unternommen worden war, scheiterten die Pläne für einen unabhängigen Staat der Pontosgriechen endgültig. Die zu osmanischer Zeit zum Islam konvertierten Griechen blieben in Pontos, gingen aber in der türkischen Gesellschaft auf und wurden assimiliert.